# 太陽生命保険
太陽生命保険株式会社（たいようせいめいほけん、英称：Taiyo Life Insurance Company）は、東京都中央区日本橋に本社を置く生命保険会社。株式会社T&Dホールディングスの子会社である。
同じT&Dホールディングスの子会社である大同生命保険およびT&Dフィナンシャル生命保険と共にみどり会の会員企業であり三和グループに属している。

## 沿革

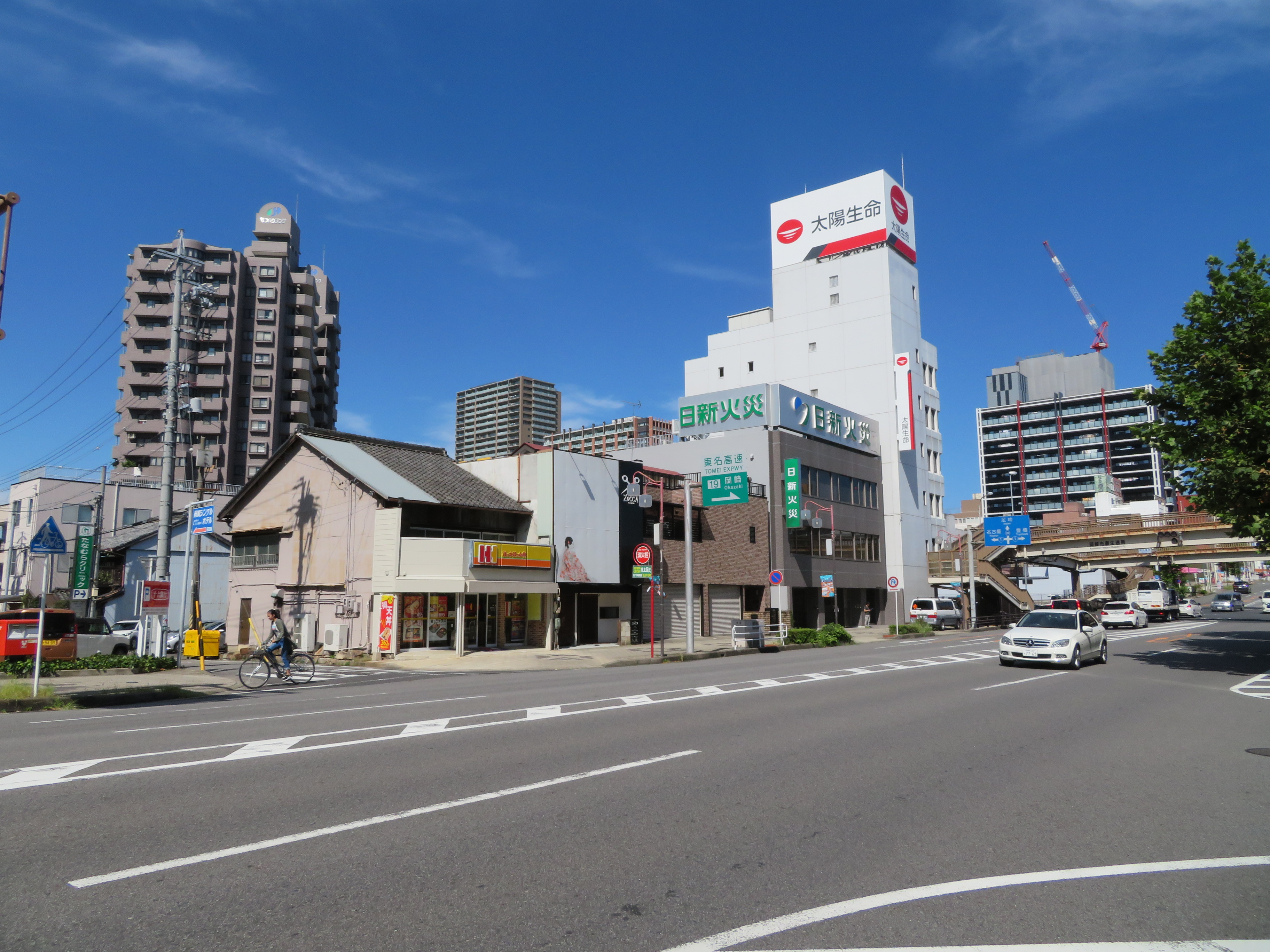
太陽生命岡崎ビル（愛知県岡崎市）

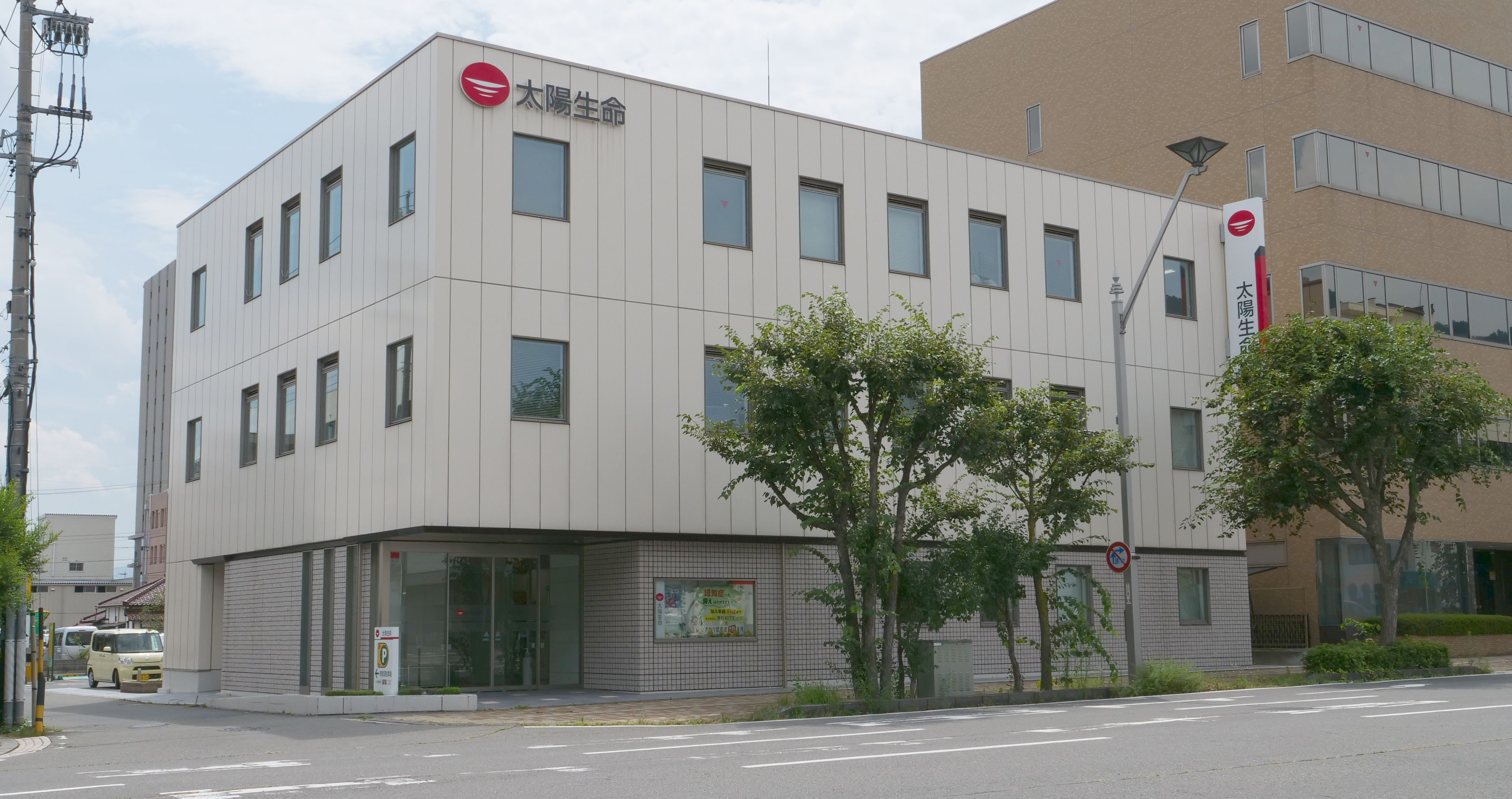
長野支店（長野県長野市、2022年）

- 1893年（明治26年）5月 - 愛知県名古屋市西区伝馬町に名古屋生命保険として創設。鈴木総兵衛が初代社長となる[1][3]。
- 1908年（明治41年）7月 - 本店を旧東京市京橋区に移設、現社名に改称[1][3]。
- 1911年（明治44年）11月 - 西脇銀行社長および小千谷銀行頭取を務めていた西脇済三郎が社長に就任[3]。
- 1930年（昭和5年）4月 - 本店を旧東京市日本橋区に移転[1][3]。
- 1948年（昭和23年）
  - 2月 - 太陽生命保険相互会社として再発足[1]。
  - 3月 - 財団法人鉄道弘済会と法人代理店契約を締結[3]。
- 1962年（昭和37年）4月 - 大部孫大夫が社長に就任[3]。
- 1965年（昭和40年）2月 - 現本社ビル完成[3]。
- 1967年（昭和42年）1月 - 日本相互銀行（後の太陽銀行、現・三井住友銀行）、太陽火災海上保険株式会社と業務提携（後の日本興亜損害保険、現・損害保険ジャパン）[3]。
- 1971年（昭和46年）6月 - 太陽生命代行株式会社（後の東陽保険代行株式会社）を設立[3]。
- 1978年（昭和53年）4月 - 大部が会長、西脇教二郎が社長に就任[3]。
- 1981年（昭和56年）4月 - 太陽信用保証株式会社を設立[3]。
- 1984年（昭和59年）5月 - 財団法人ひまわり厚生財団（現・公益財団法人太陽生命厚生財団）を設立[1][3]。
- 1986年（昭和61年）8月 - 太陽生命投資顧問株式会社を設立[3]。
- 1988年（昭和63年）7月 - 太陽生命ビジネスサービス株式会社を設立[3]。
- 1989年（平成元年）5月 - 太陽生命リーシング株式会社を設立[3]。
- 1990年（平成2年）7月 - 待鳥啓三が社長に就任[3]。
- 1991年（平成3年）7月 - 太陽生命コンファーム株式会社を設立。埼玉県さいたま市に東京事務センターを竣工[3]。
- 1993年（平成5年）5月 ‐ 創立100周年[3]。
- 1994年（平成6年）7月 - 太陽生命コンピューターサービス株式会社を設立[3]。
- 1995年（平成7年）
  - 1月 - 分散ミニコンピューターを全国に配備、新たな保険料領収システムを導入[3]。
  - 7月 - 待鳥が会長、吉池正博が社長に就任[3]。
- 1996年（平成8年）10月 - 太陽火災海上保険株式会社と販売提携[3]。
- 1997年（平成9年）10月 - シンボルマークを制定[3]。
- 1999年（平成11年）1月 - 大同生命保険相互会社との全面的な業務提携を発表。同年6月にT&D保険グループを設立[1][3]。
- 1999年（平成11年）
  - 4月 - 三和銀行（現・三菱UFJ銀行）、東洋信託銀行（現・三菱UFJ信託銀行）、つばさ証券（現・三菱UFJモルガン・スタンレー証券）ら三和グループが立ち上げた金融ゲートウェイ事業「フィナンシャルワン」にT&D保険グループとして大同生命保険と共に参加[3]。
  - 7月 - 太陽情報産業株式会社を設立[3]。
- 2000年（平成12年）
  - 7月 - 太陽生命ビジネスサービス及び太陽生命コンピューターサービスの業務を再編。太陽生命キャリアスタッフ株式会社、太陽生命オフィスサポート株式会社を設立[3]。
  - 9月 - お客様サービスセンターを稼働[3]。
- 2001年（平成13年）
  - 4月 - 全営業職員に最新型携帯パソコンを導入[3]。
  - 6月 - 総合情報システム「NET'S 01（ネッツ・ゼロワン）」の導入を開始[3]。
- 2001年（平成13年）
  - 8月 - 日本興亜損害保険株式会社（現・損害保険ジャパン）と損害保険分野で業務提携。日本興亜損害保険と太陽火災海上保険の合併を発表[3]。
  - 10月 -
    - 太陽情報産業が大同生命保険のシステム部門を統合し、T&D情報システム株式会社を設立。
    - T&Dフィナンシャル生命保険株式会社を関連会社化[3]。
- 2002年（平成14年）
  - 3月 - 日本興亜損害保険の損害保険商品の販売を開始[3]。
  - 4月 -
    - 損保子会社の太陽火災海上保険が日本興亜損害保険に吸収合併される。
    - 太陽ビルマネジメント株式会社を設立[3]。

  - 7月 - 大同生命保険と関連リース会社を統合し、T&D太陽大同リース株式会社を発足[3]。
- 2003年（平成15年）4月 - 株式会社に組織変更し、東京証券取引所市場第一部に上場（後述のT&Dホールディングス設立に伴い、2004年3月に上場廃止）[3]。
- 2004年（平成16年）
  - 1月 - 吉池正博が会長に、大石勝郎が社長に就任。
  - 4月 - 大同生命保険、T&Dフィナンシャル生命保険（旧・東京生命保険）との株式移転により、共同持株会社・株式会社T&Dホールディングスを設立[1]。同社の完全子会社となる。
- 2005年（平成17年）7月 - 本社機能の一部を東京都港区海岸一丁目2番3号に移転（大同生命保険の東京本社並びにT&Dホールディングス・T&Dフィナンシャル生命保険・T&Dアセットマネジメントの本社機能も同住所に移転・集約）。
- 2006年（平成18年）8月 - 本社を東京都港区汐留に移転[1]。
- 2009年（平成21年）12月 - 人材派遣事業子会社の太陽生命キャリアスタッフ株式会社を解散。
- 2011年（平成23年）4月 - ニューヨーク駐在員事務所を開設[4]。
- 2012年（平成24年）4月 - ヤンゴン（ミャンマー）駐在員事務所を開設[5]。
- 2013年（平成25年）5月 - 創立120周年[1][6]。
- 2015年（平成27年）
  - 2月 - 大同生命保険と商品の相互供給・販売（クロスセル）を開始[7]。
  - 3月 -「保険契約支援システム」で特許権を取得[8]。
  - 11月 - 本社を現所在地に移転[1][9]。
- 2016年（平成28年）
  - 本店を東京都中央区に移転。
  - 「ひまわり認知症治療保険」「ひまわり認知症予防保険」「働けなくなったときの保険」を発売。
  - 太陽生命日本橋ビル竣工。

## CM出演者
2013年
- 松本幸四郎

2014年～
- ストロングマシン2号
- 江田結香
- 八塩圭子

2021年
- 草野仁

## 提供番組
2024年4月現在
- 情報7daysニュースキャスター（TBS）※隔週22時台
- ラヴィット!（TBS）※金曜9時台ナショナルセールス枠
- じゅん散歩（テレビ朝日）※水曜、『午後もじゅん散歩』（金曜）

過去
- 小学生クラス対抗30人31脚全国大会（テレビ朝日）※特別協賛（2007年 - 2009年）
- しあわせ家族計画（TBS）※大同生命と共同で提供。
- JNNニュースの森（TBS）※提供時期は不明だが、末期の月曜ナショナルスポンサーを2000年3月末まで務めていた。
- 驚きももの木20世紀（ABC制作・テレビ朝日系列）
- ポップUP!（フジテレビ系列）他
- ZIP!（日本テレビ）※月曜・7時台終盤ナショナルセールス枠
- ぽかぽか（フジテレビ）※13時後半ナショナルセールス枠